# Joe Jordan
Joseph Jordan (Cleland, North Lanarkshire, 15 de diciembre de 1951), más conocido como Joe Jordan, es un exfutbolista escocés, que se desempeñó como delantero y que militó en diversos clubes de Escocia, Inglaterra e Italia. Desde 1988 hasta la actualidad se desempeña como entrenador de fútbol.

## Clubes
En el Leeds United (1970-1978) vivió su mejor época: ganó una liga inglesa, una Copa de Ferias, y fue subcampeón de la Recopa de Europa y de la Copa de Europa. Fue al poco tiempo de llegar al Leeds cuando en un partido del equipo reserva, Jordan recibió una patada en la boca que lo dejó sin los dos incisivos frontales. Aunque se hizo una prótesis, nunca la llevó en la cancha, así que a partir de entonces jugó con un amenazador aspecto, que le hizo ganarse el apelativo de "Tiburon", en inglés ‘Jaws’ o ‘Mandíbulas’ (por un villano de James de Bond) y que sería su característica visual más reconocible. 
En 1978 fue contratado por el Manchester United, donde alternó buenos y malos momentos. En 1981 se va a Italia, donde es fichado por el AC Milan jugando dos temporadas hasta 1983, ese mismo año firma por el Hellas Verona hasta 1984. 
A mediados de 1984 regresó a Inglaterra donde militó en el Southampton hasta 1987, Luego recala en el Bristol City de segunda división, donde termina su carrera en 1988 a los 36 años. Ese mismo año empieza su carrera de entrenador en el Bristol.
| Club              | País       | Año       |
| ----------------- | ---------- | --------- |
| Greenock Morton   | Escocia    | 1968-1970 |
| Leeds United      | Inglaterra | 1970-1978 |
| Manchester United | Inglaterra | 1978-1981 |
| AC Milan          | Italia     | 1981-1983 |
| Hellas Verona     | Italia     | 1983-1984 |
| Southampton       | Inglaterra | 1984-1987 |
| Bristol City      | Inglaterra | 1987-1988 |

## Selección nacional
Ha sido internacional con la Selección de fútbol de Escocia; donde jugó 52 partidos internacionales y anotó 11 goles, 4 de ellos en copas del mundo. Participó con su selección en 3 Copas Mundiales.
La primera fue en Alemania 1974, donde convirtió dos goles: un gol a su similar de Zaire en la victoria 2-0 y otro en el empate 1-1 ante Yugoslavia, donde quedaron eliminados en primera fase solo por diferencia de gol. Su segunda experiencia mundialista  fue en Argentina 1978, donde Jordan anotó el gol en la derrota 3-1 ante Perú y su selección se despidió en primera fase, nuevamente por diferencia de goles ante Holanda y la tercera fue en España 1982, donde convirtió un gol en el empate 1-1 ante la Unión Soviética, quedando nuevamente en la primera fase y por tercera vez también por diferencia de goles.